# رون زورور
رون زورور (هلندی: Ron Zwerver) (با تلفظ دیگر رون زورفر با نام کامل رونالد رون فردیناند زورور) بازیکن بازنشسته و مربی فعلی والیبال اهل هلند و عضو سابق تیم ملی والیبال هلند است. رون در حال حاضر هدایت تیم نسلاند روتردام را بر عهده دارد.
وی سه المپیک در ترکیب تیم ملی هلند حضور داست و در المپیک ۱۹۹۲ بارسلون به مدال نقره دست یافت و چهار سال بعد در المپیک ۱۹۹۶ آتن که در آن هلند به مدال طلا رسیده بود از ستاره‌های تیم خود بود و به روی سکو رفت. زورور از بازیکن‌های نسل طلایی هلند به حساب می‌آید. وی در مجموع ۴۶۳ بار برای هلند به میدان رفت. زوورور در لیگ جهانی ۱۹۹۰ به عنوان بهترین اسپکر و در لیگ جهانی ۱۹۹۱ به عنوان بهترین اسپکر و بهترین دریافت کننده و در قهرمانی جهان ۱۹۹۰ به عنوان بهترین اسپکر مسابقات انتخاب شد. رون در رده باشگاهی نیز دو قهرمانی سری آ ایتالیا و یک قهرمانی لیگ قهرمانان اروپا را با ترویزو تجربه کرد.